# マリスト国際学校
マリスト国際学校(マリストこくさいがっこう、英：Marist Brothers International School)とは、1951年創立の兵庫県神戸市に所在するインターナショナルスクールである。 WASC認定校。英称のカタカナ表記であるマリストブラザーズインターナショナルスクールと表記・紹介される場合もある。
学年は以下に分けられている：
- Ch1-Ch2　 モンテッソーリ
- 1～6年生　初等部
- 7～12年生　中高等部

## 概要
2022年時点でマリストは318人の生徒が在籍している。

## コースレベル
マリストは生徒の必要に応じて様々なコースが用意されている。例として、アドバンスト・プレイスメントのクラスが用意されている他、英語を第一言語としないものを対象としたESLクラスも用意されている。

## 課外活動

### スポーツ
マリストの部活にはサッカー、野球、バスケットボール、バレーボール等があり、様々な大会への出場実績がある。
また、マリスト自身もマリスト体育協会を通じて様々な大会を主催している。

## 著名な出身者

### 芸能
- 鈴木杏樹（女優）